# Rafał Abkowicz

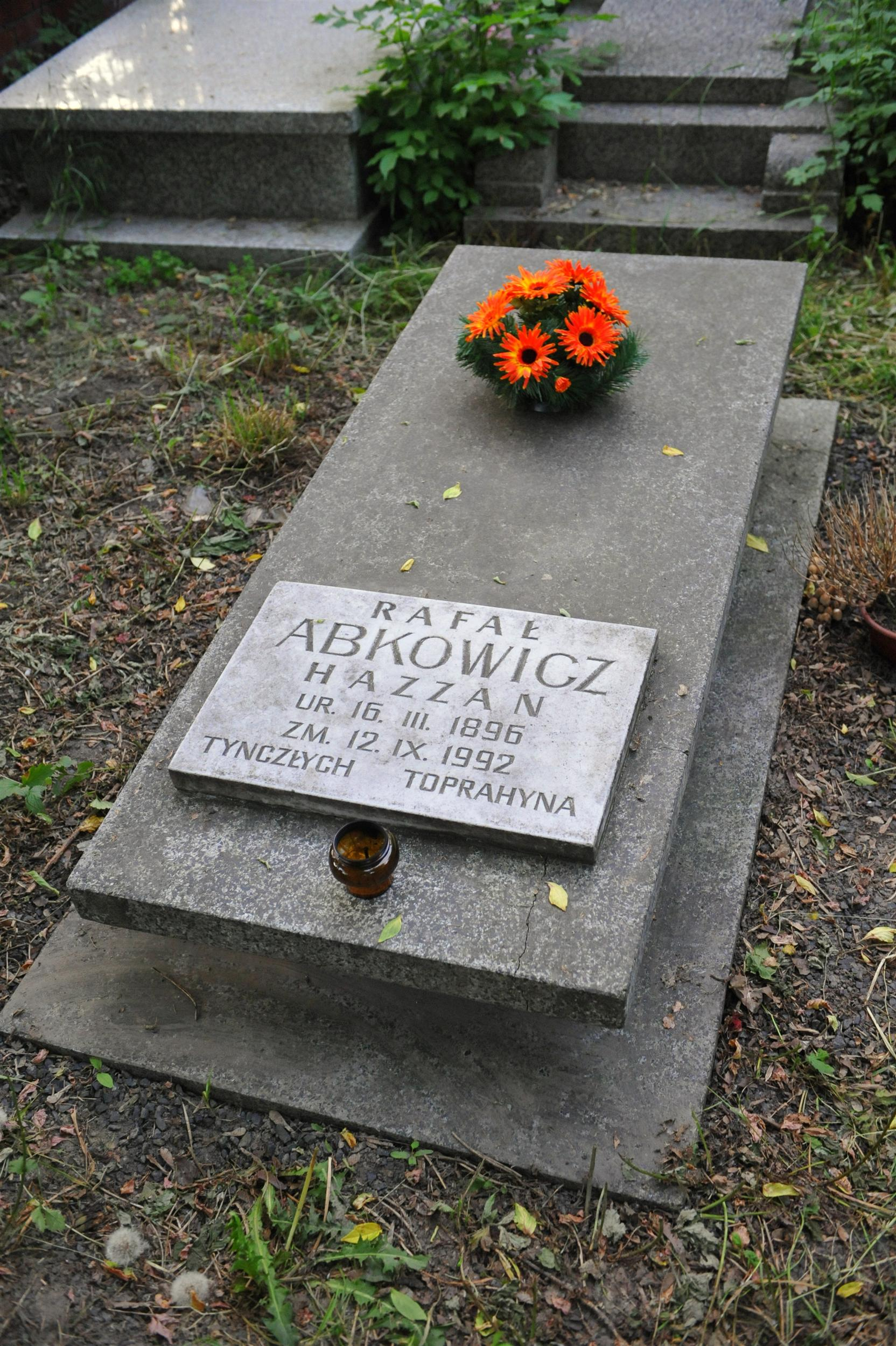
Grób hazzana Rafała Abkowicza na cmentarzu karaimskim w Warszawie

Rafał Abkowicz (karaim. Refaeł Abkowicz; ur. 16 marca 1896 w Trokach, zm. 12 września 1992 we Wrocławiu) – ostatni hazzan karaimski w Polsce, założyciel wrocławskiej kienesy. 

## Życiorys
Urodził się w Trokach w rodzinie karaimskiej, jako syn Abrahama Szemoela Abkowicza i Estery z domu Aranowicz. Był wnukiem Ananiasza Abrahama Abkowicza, starszego hazzana trockiego; miał brata Józefa oraz dwie siostry: Ninę i Zofię. W 1911 ukończył czteroklasową szkołę w Trokach i rozpoczął pracę w powiatowej kasie skarbowej. Jednocześnie przygotowywał się do egzaminu z zakresu 6 klasy gimnazjalnej oraz studiował teologię karaimską przy Duchownym Zarządzie Karaimskim. Jego nauczycielami byli starszy hazzan Bogusław Firkowicz oraz hazzan Zachariasz Mickiewicz.
W lipcu 1915 zaciągnął się do armii rosyjskiej w charakterze ochotnika i po ukończeniu szkoły oficerskiej w Moskwie w marcu 1916 został przydzielony do 177 Izborskiego Pułku Piechoty. W jego szeregach, w charakterze dowódcy kompanii brał udział w I wojnie światowej. W 1918 po demobilizacji znalazł w Charkowie swoją rodzinę, a następnie jako obywatel litewski wrócił do Trok, gdzie zastał zrujnowane i zaniedbane zabudowania gminy karaimskiej. Sam zdecydował się na uporządkowanie midraszu, czyli religijnej szkoły karaimskiej. W 1919 po wkroczeniu wojsk polskich do Trok i utworzeniu Starostwa oraz inspektoratu szkolnego, na wniosek Abkowicza utworzono powszechną szkołę dla dzieci karaimskich z polskim językiem wykładowym. Został tam nauczycielem religii i języka karaimskiego. Szkoła istniała do sierpnia 1920. 
W lutym 1919 został wyświęcony przez Zachariasza Mickiewicza na ribbi, a w czerwcu tego samego roku został wybrany na stanowisko młodszego hazzana. W 1921 zrezygnował z tego stanowiska i podjął pracę jako pracownik biurowy, na którym to stanowisku pozostawał do 1925. W tym samym roku został wybrany na radnego miasta Troki, a następnie w latach 1925–1927 pełnił funkcję sekretarza Magistratu. W latach 1927–1929 pracował jako nauczyciel języka karaimskiego i religii w Wilnie. W latach 1929–1938 pełnił funkcję hazzana i nauczyciela religii w Łucku, a w latach 1938–1946 równorzędne stanowisko w Wilnie. Od 1938 był członkiem Towarzystwa Miłośników Historii i Literatury Karaimskiej w Wilnie.
W marcu 1946 jako repatriant wraz z żoną i młodszymi synami znalazł się we Wrocławiu. Tam zorganizował Karaimską Gminę Wyznaniową oraz w swoim mieszkaniu prowadził jedyną w powojennej historii Polski kienesę, która czynna była do 1989. Był jedynym hazzanem w powojennej Polsce. Oprócz tego pracował także jako księgowy do emerytury w 1958.
Zmarł we Wrocławiu. Jest pochowany na cmentarzu karaimskim przy ulicy Redutowej 34 w Warszawie.

## Życie prywatne
W 1920 ożenił się z Natalią z domu Firkowicz (1901-1986), z którą miał piątkę dzieci: Bogusława (1921–2004), Emanuela (1923–2009),  Michała (1925–1983), Annę Pelagię (1928–1930) i Gabriela (1934–2017). Jego wnuczką jest Mariola Abkowicz.

## Publikacje
- Karaj Łuchotłary jiłha 5691 jaratyłmysyndan dunjanym (1930-31) [pol. Kalendarz karaimski na rok 5691 od stworzenia świata (1930-31)], Karaj Awazy 1931, z. 1, s. 31–32.
- Ne anłatadłar biźniń moedłerimiz da eźge ajryksy kinłerimiz [pol. Co oznaczają nasze święta i inne specjalne dni], w: Łuwachłar. Dert Jiłha [pol. Kalendarz karaimski na 4 lata], red. Aleksander Mardkowicz, [Łuck] 1932, s. 8-9 (polski przekład w: Almanach Karaimski 2007, red. Mariola Abkowicz, Anna Sulimowicz. Wrocław 2007, ss. 11-13).
- Sany hazzanłarynyn Trok dzymatnyn [pol. Lista hazzanów gminy trockiej], opr. Rafał Abkowicz, Karaj Awazy 1936, z. 10, s. 2-okładka.
- Wspomnienie, opr. Mariola Abkowicz, Awazymyz 1999, z. 1 (2), s. 4-5.